# Labe (Jindřichov)
Labe, bis 1949 Elba (deutsch Elbe, auch Hohe Elbe), ist eine Ansiedlung der  Gemeinde Jindřichov in Tschechien. Sie liegt fünf Kilometer nordöstlich von Hanušovice und gehört zum Okres Šumperk.

## Geographie
Labe erstreckt sich am westlichen Fuße des Altvatergebirges am Übergang zum Goldensteiner Bergland in einem rechten Seitental des Baches Sklená voda. Nördlich erheben sich der Peklo (Höllenberg, 649 m) und Losín (Hirschenstein, 726 m), im Nordosten die Černá stráň (Schwarzleithe, 1236 m), östlich der Tři kameny (Dreistein, 925 m) und Sklenský vrch (Orlich, 866 m), im Südosten der Ucháč (Ohrenberg, 1008 m) und Pekařovský vrch (784 m) sowie nordwestlich der Rudný vrch (Erzberg, 628 m). Im Westen führt entlang der Branná die Bahnstrecke Hanušovice–Głuchołazy, die nächste Bahnstation ist Jindřichov na Moravě.
Nachbarorte sind Nové Losiny im Norden, Přemyslov im Osten, Bukovice im Südosten, Pusté Žibřidovice im Süden, Jindřichov im Südwesten, Pleče im Westen sowie Rudkov im Nordwesten. Südöstlich liegt die Wüstung Sklená.

## Geschichte
Hohe Elbe wurde 1563 durch die Herrschaft Goldenstein gegründet. Es wird angenommen, dass die Siedler aus dem Städtchen Hohenelbe kamen und die neue Ansiedlung danach benannten. Im Hufenregister von 1677 sind für das Dorf elf Bauern und neun Beisassen ausgewiesen. Seit 1784 gehörte die Hohe Elbe zur Pfarre Neu Ullersdorf. 1834 lebten in den 37 Häusern des Dorfes 243 Menschen.
Nach der Aufhebung der Patrimonialherrschaften bildete Hohe Elbe/Vysoká Elba ab 1850 einen Ortsteil der Gemeinde Neu Ullersdorf im Bezirk Mährisch Schönberg und Gerichtsbezirk Mährisch Altstadt. Im Dorf bestand eine Mühle. Elbe bestand im Jahre 1900 aus 52 Häusern, in denen 279 Menschen lebten. Die meisten der Einwohner arbeiteten zu dieser Zeit in der Papierfabrik  Heinrichsthal sowie im herrschaftlichen Forst. Nach dem Münchner Abkommen wurde der Ort 1938 dem Deutschen Reich zugeschlagen und gehörte bis 1945 zum Landkreis Mährisch Schönberg. Nach dem Zweiten Weltkrieg wurden die deutschen Bewohner vertrieben. Die Neubesiedlung mit Tschechen erfolgte nur in geringem Umfang. 1949 erhielt der Ort den neuen Namen Labe. Als Labe 1976 zusammen mit Nové Losiny nach Jindřichov eingemeindet wurde, verlor es den Status eines Ortsteiles und sank zu einer zum Ortsteil Nové Losiny gehörigen Ansiedlung herab.

## Sehenswürdigkeiten
- Kreuz am Weg nach Nové Losiny, Steinmetzarbeit aus dem Jahre 1858
- Gedenkstein
- Drei Kruzifixe
- Geschützte Linde